# Петусъярви
Петусъярви — озеро на территории Вешкельского сельского поселения Суоярвского района Республики Карелия.

## Общие сведения
Площадь озера — 1,4 км². Располагается на высоте 111,6 метров над уровнем моря.
Форма озера продолговатая; вытянуто с севера на юг. Берега озера каменисто-песчаные.
Короткой протокой озеро соединено с рекой Кивач, впадающей в Сямозеро.
Населённые пункты возле озера отсутствуют. Ближайший — посёлок Кудама — расположен в 10 км к востоку от озера.
Код объекта в государственном водном реестре — 01040100111102000017013.